# Municipio Múgica
Koordinaten: 19° 2′ N, 102° 5′ W
Múgica ist ein Municipio im mexikanischen Bundesstaat Michoacán in der Región Infiernillo. Das Municipio hatte beim Zensus 2010 44.963 Einwohner; die Fläche des Municipios beträgt 378,7 km². Größter Ort im Municipio und Verwaltungssitz ist Nueva Italia de Ruiz.
Múgica ist benannt nach Francisco José Múgica, einem mexikanischen Revolutionär und Politiker.

## Geographie
Das Municipio Múgica liegt leicht südlich des Zentrums des mexikanischen Bundesstaats Michoacán auf Höhen zwischen 200 m und 700 m in der Región Infiernillo. Es liegt zu 82 % in der physiographischen Provinz der Sierra Madre del Sur und zu 18 % in der Sierra Volcánica Transversal sowie zur Gänze in der hydrologischen Region Balsas. Die Geologie des Municipios wird zu 32 % von Sandstein-Konglomerat bestimmt bei je 26 % Alluvionen und Tuff und 10 % Basalt; vorherrschende Bodentypen sind Vertisol (69 %) und Calcisol (24 %). Etwa 65 % der Gemeindefläche dienen als Weideland, etwa 21 % sind bewaldet.
Das Municipio Múgica grenzt an die Municipios Parácuaro, Gabriel Zamora und La Huacana.

## Bevölkerung
Beim Zensus 2010 wurden im Municipio 44.963 Menschen in 10.830 Wohneinheiten gezählt. Davon wurden 108 Personen als Sprecher einer indigenen Sprache registriert. Knapp 14 Prozent der Bevölkerung waren Analphabeten. 17.617 Einwohner wurden als Erwerbspersonen registriert, wovon ca. 72 % Männer bzw. 1,9 % arbeitslos waren. 25 % der Bevölkerung lebten in extremer Armut.

## Orte
Das Municipio Múgica umfasst 52 bewohnte localidades, von denen der Hauptort und Gámbara vom INEGI als urban klassifiziert ist. Fünf der Orte wiesen beim Zensus 2010 eine Einwohnerzahl von über 1000 auf, 41 Orte hatten weniger als 100 Einwohner. Die größten Orte sind:
| Ort                   | Einwohner |
| Nueva Italia de Ruiz  | 32.467    |
| Gámbara               | 03.017    |
| El Ceñidor            | 02.235    |
| El Letrero            | 01.859    |
| Cuatro Caminos        | 01.194    |
| Estación Nueva Italia | 00.814    |
| Nuevo Capirio         | 00.785    |